# Woldemar Blum
Woldemar Andriejewicz Blum, ros. Вольдемар Андреевич Блюм (ur. w 1915 w Piotrogrodzie, zm. ?) – radziecki dziennikarz, poeta, kolaborant podczas II wojny światowej.
Był z pochodzenia Niemcem. Miał wyższe wykształcenie. W latach 30. mieszkał w Pskowie, gdzie najpierw pracował jako nauczyciel, a następnie został redaktorem w rozgłośni radiowej. Jednocześnie pisał wiersze. W 1934 był dziennikarzem w gazecie „Prawda”. W 1938 został aresztowany przez NKWD, ale w 1939 wyszedł na wolność. Po zajęciu Pskowa jesienią 1941 przez wojska niemieckie objął funkcję kierownika miejscowego radia w okupacyjnym zarządzie propagandy. Był też autorem licznych artykułów w piśmie „Nowoje wriemija”. Ponadto stał na czele sekcji pracy z młodzieżą. W 1944 wraz z wojskami niemieckimi ewakuował się do III Rzeszy. 
Jak ustalił historyk I. Petrov, po wojnie Blum mieszkał w małych miasteczkach Badenii-Wirtembergii i Bawarii pod nazwiskiem Alfred Blum, zarejestrowanym jako „osoba przesiedlona”.
30 stycznia 1950 roku wraz z żoną i trójką dzieci popłynął statkiem Goya z Triestu do Australii. Mieszkał w Melbourne i przyjął obywatelstwo australijskie w 1961 roku. Zmarł 4 sierpnia 1988